# رابرت هنس
رابرت هنس (انگلیسی: Robert Hense; ۱۷ نوامبر ۱۸۸۵ – ۲۰ ژوئن ۱۹۶۶) بازیکن فوتبال اهل آلمان بود.
از باشگاه‌هایی که در آن بازی کرده‌است می‌توان به باشگاه فوتبال کلن اشاره کرد.
وی همچنین در تیم ملی فوتبال آلمان بازی کرده‌است.